# Maciej Friedek
Maciej Friedek (ur. 13 października 1973 w Bytomiu) – polski policjant i aktor niezawodowy.

## Życiorys
Ukończył technikum budowlane.
W 1994 rozpoczął pracę w policji. Na początku był pracownikiem dochodzeniowo-śledczym w Referacie Kryminalnym, a następnie – pracownikiem operacyjnym. Był detektywem policyjnym w stopniu starszego sierżanta sztabowego. Pracował również jako kurator sądowy.
Zmęczony pracą w policji, wziął udział w przesłuchaniach do roli w serialu paradokumentalnym TVN W11 – Wydział Śledczy, w którym grał w latach 2004–2005. Następnie do 2012 występował w serialu Detektywi. W międzyczasie, wiosną 2010 uczestniczył w jedenastej edycji programu rozrywkowego TVN Taniec z gwiazdami, a w 2011 gościł w talk-show Kuby Wojewódzkiego.
Z pierwszego małżeństwa z Magdą ma dwóch synów, Kajetana i Jana. W lipcu 2009 poślubił Karolinę Lutczyn, którą poznał na planie serialu Detektywi. Zamieszkali w Krakowie. Wspólnie prowadzili wegetariańską restaurację na krakowskim Kazimierzu.

## Filmografia
- 2004–2005: W11 – Wydział Śledczy jako policjant
- 2005−2012: Detektywi jako detektyw